# Christel Looks-Theile
Christel Looks-Theile (* 3. Januar 1930 in Höxter als Christel Theile; † 20. August 2015) war eine deutsche Journalistin und Schriftstellerin.

## Leben
Christel Looks-Theile lebte seit 1954 in Edewecht (Landkreis Ammerland). Sie veröffentlichte zahlreiche erzählende Werke für Kinder und Jugendliche. Daneben lieferte sie Beiträge für Radio Bremen und den "Evangeliums-Rundfunk" in Wetzlar.

## Werke
- Joschi, Lahr-Dinglingen 1954 (unter dem Namen Christel Theile)
- Der erste Preis für Gabi, Wuppertal 1955
- Ferien in Kamp, Wuppertal 1955
- Die kleine Zeitungsträgerin, Lahr-Dinglingen (Baden) 1955
- Adis großer Bruder, Lahr-Dinglingen (Baden) 1956
- Das fortgeflogene Weihnachtsgeschenk, Hamburg 1956
- Das Leuchtkreuz, Lahr-Dinglingen (Baden) 1956
- Die große Freude, Hamburg 1957
- Hallo, hallo, Christine, Frankfurt/M. 1957
- Siehst du das Licht, Angelika?, Lahr-Dinglingen (Baden) 1957
- Hubert findet einen Freund, Lahr-Dinglingen (Baden) 1958
- Susis erste Ferienfahrt, Lahr-Dinglingen (Baden) 1958
- Die verschlossene Weihnachtstür, Hamburg 1959
- Der Einsiedler vom Moor, Lahr-Dinglingen (Baden) 1960
- Warst du es, Steffi?, Frankfurt/M. 1962
- Die Zwillinge, Lahr-Dinglingen (Baden) 1962
- Friede auf Erden, Lahr-Dinglingen (Baden) 1963
- Das Krippenspiel der Kinder, Lahr-Dinglingen (Baden) 1963
- Steffi, wohin geht die Fahrt?, Frankfurt/M. 1963
- Christfeier im Kuhstall, Lahr-Dinglingen (Baden) 1964
- Karin und der kleine Amerikaner, Lahr-Dinglingen (Baden) 1964
- Nicht alles dreht sich um Steffi, Frankfurt/M. 1964
- Vielleicht wird’s eine Nachtigall, Lahr-Dinglingen (Baden) 1964
- DJ3PH ruft Kopenhagen, Frankfurt a. M. 1965
- Ein neuer Weg, Kassel 1965
- Die Klassenbeste, Lahr-Dinglingen (Baden) 1966
- 20 Gramm Federgewicht, Lahr-Dinglingen (Baden) 1966
- Das Kind in der Krippe, Lahr-Dinglingen (Baden) 1967
- Noch fünf Tage bis Weihnachten, Lahr-Dinglingen (Baden) 1967
- Vergiß das Danken nicht, Witten (Ruhr) 1967
- Wer ist der Funkenmann?, Frankfurt (am Main) 1967
- Heimkehr am Heiligen Abend, Lahr-Dinglingen (Baden) 1968
- Klaus wird nicht aufgegeben, Lahr-Dinglingen (Baden) 1968
- Harras rettet eine Freundschaft, Stuttgart 1969
- Hurra, wir haben ein Boot, Lahr-Dinglingen (Baden) 1969
- Landratte und Seebär, Lahr-Dinglingen (Baden) 1969
- Das verhängnisvolle Indianerspiel, Lahr-Dinglingen (Baden) 1970
- Das unfreiwillige Bad, Lahr-Dinglingen (Baden) 1971
- Mit Susi in der Steiermark, Stuttgart 1972
- Die Zirkuskinder, Stuttgart 1977
- Auf zum Wildenloh, Metzingen 1978
- Jonnys Pony, Metzingen 1978
- Die Regenbogenbrücke, Lahr-Dinglingen 1978
- Blumen im Advent, Lahr-Dinglingen 1979
- Flucht über die grüne Grenze, Lahr-Dinglingen 1979
- Das ging noch einmal gut, Wuppertal 1979
- Nie wieder eine Katze, Metzingen 1979
- Feuer im Wigwam, Lahr-Dinglingen 1981
- Die Radtour und andere Geschichten, Lahr-Dinglingen 1983
- Käpt'n Kuper, der Australienfahrer, Edewecht 1995